# Albine
Pour les articles homonymes, voir Albine (homonymie).
Albine (en occitan, Albina) est une commune française située dans le sud-est du département du Tarn, en région Occitanie. Sur le plan historique et culturel, la commune est dans la Montagne Noire, un massif montagneux constituant le rebord méridional du Massif central.
Exposée à un climat océanique altéré, elle est drainée par le Thoré, le Ruisseau de Candesoubre, le ruisseau d'Enbarthe et par divers autres petits cours d'eau. Incluse dans le parc naturel régional du Haut-Languedoc, la commune possède un patrimoine naturel remarquable composé d'une zone naturelle d'intérêt écologique, faunistique et floristique.
Albine est une commune rurale qui compte 512 habitants en 2022. Elle fait partie de l'aire d'attraction de Mazamet. Ses habitants sont appelés les Albinols et Albinoles.

## Géographie

### Localisation
Albine est une commune située au cœur du parc naturel régional du Haut-Languedoc. Elle est limitrophe des départements de l'Aude et de l'Hérault.

### Communes limitrophes
Les communes limitrophes sont  Castans, Lespinassière, Saint-Amans-Soult, Saint-Amans-Valtoret et Sauveterre.
|                   | Saint-Amans-Valtoret |                                                         |
| Saint-Amans-Soult | Albine               | Sauveterre                                              |
| Castans (Aude)    | Lespinassière (Aude) | Lacabarède, Cassagnoles (Hérault) (par un quinquepoint) |

Au nord-est, la commune de Rouairoux est distante d'une cinquantaine de mètres.

### Voies de communication et transports
La commune est desservie par des services réguliers du réseau régional liO : la ligne 753 la relie à Castres et à Béziers (ou Valras-Plage l'été), et la ligne 762 la relie à Castres et à Saint-Pons-de-Thomières.

### Hydrographie

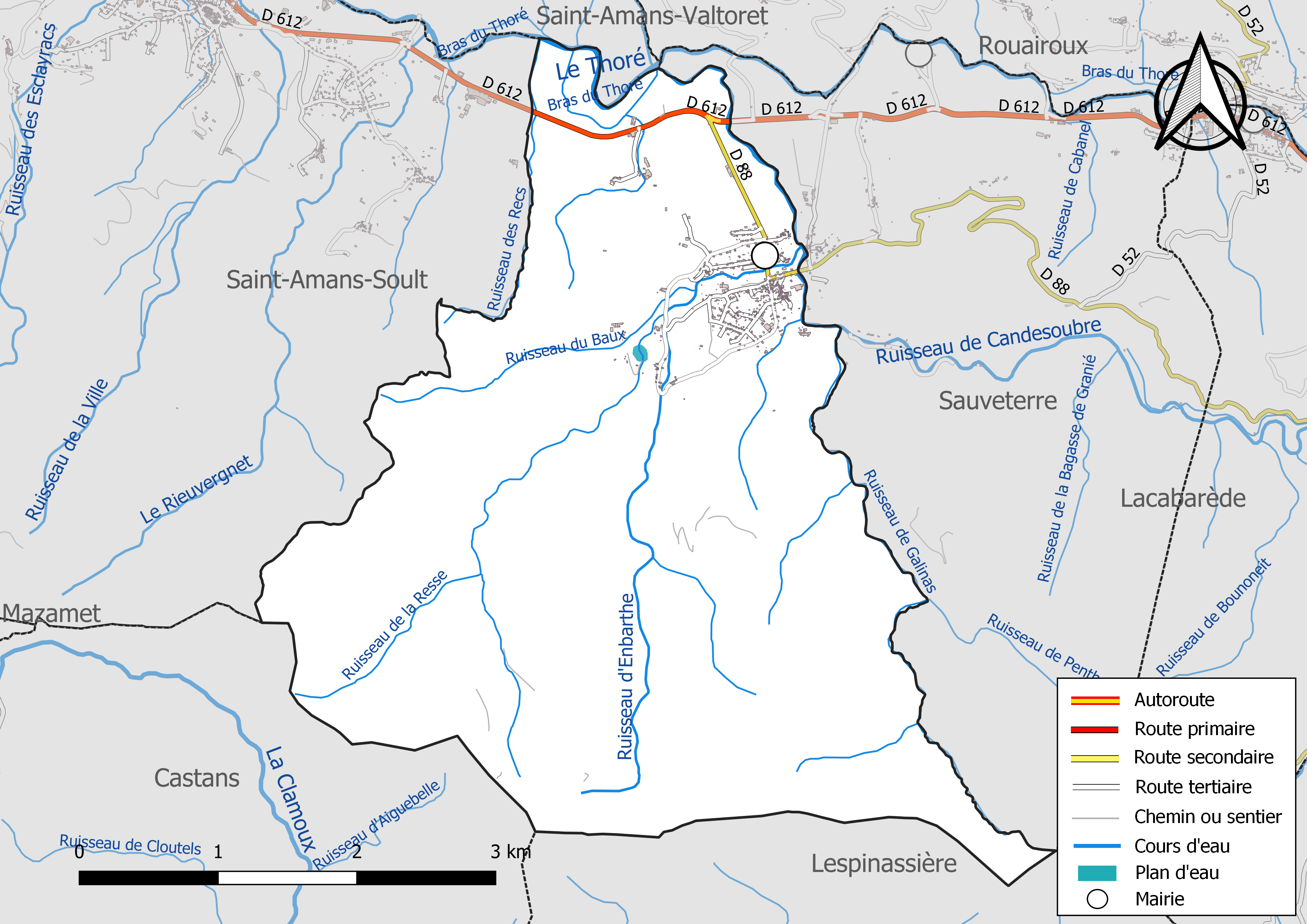
Réseaux hydrographique et routier d'Albine.

La commune est dans le bassin de la Garonne, au sein du bassin hydrographique Adour-Garonne. Elle est drainée par le Thoré, le ruisseau de Candesoubre, le ruisseau d'Enbarthe, un bras du Thoré, le ruisseau de Galinas, le ruisseau de la Resse, le ruisseau de Penthoy, le ruisseau des Recs, le ruisseau du Baux et par divers petits cours d'eau, qui constituent un réseau hydrographique de 31 km de longueur totale,.
Le Thoré, d'une longueur totale de 61,6 km, prend sa source dans la commune de Rieussec et s'écoule d'est en ouest. Il traverse la commune et se jette dans l'Agout à Navès, après avoir traversé 20 communes.
Le ruisseau de Candesoubre, d'une longueur totale de 16,2 km, prend sa source dans la commune de Cassagnoles et s'écoule du sud-ouest vers le nord-est puis vers le nord-ouest. Il traverse la commune et se jette dans le Thoré à Saint-Amans-Valtoret, après avoir traversé 7 communes.

### Climat
Pour des articles plus généraux, voir Climat de l'Occitanie et Climat du Tarn.
En 2010, le climat de la commune est de type climat méditerranéen altéré, selon une étude du Centre national de la recherche scientifique s'appuyant sur une série de données couvrant la période 1971-2000. En 2020, Météo-France publie une typologie des climats de la France métropolitaine dans laquelle la commune est dans une zone de transition entre le climat océanique altéré et le climat méditerranéen et est dans la région climatique Provence, Languedoc-Roussillon, caractérisée par une pluviométrie faible en été, un très bon ensoleillement (2 600 h/an), un été chaud (21,5 °C), un air très sec en été, sec en toutes saisons, des vents forts (fréquence de 40 à 50 % de vents > 5 m/s) et peu de brouillards.
Pour la période 1971-2000, la température annuelle moyenne est de 12,9 °C, avec une amplitude thermique annuelle de 15,3 °C. Le cumul annuel moyen de précipitations est de 1 179 mm, avec 10 jours de précipitations en janvier et 4,9 jours en juillet. Pour la période 1991-2020, la température moyenne annuelle observée sur la station météorologique de Météo-France la plus proche, « Rouairoux », sur la commune de Rouairoux à 4 km à vol d'oiseau, est de 13,0 °C et le cumul annuel moyen de précipitations est de 1 653,1 mm. 
La température maximale relevée sur cette station est de 42 °C, atteinte le 13 août 2003 ; la température minimale est de −11,5 °C, atteinte le 9 février 2012,,.
Les paramètres climatiques de la commune ont été estimés pour le milieu du siècle (2041-2070) selon différents scénarios d'émission de gaz à effet de serre à partir des nouvelles projections climatiques de référence DRIAS-2020. Ils sont consultables sur un site dédié publié par Météo-France en novembre 2022.

### Milieux naturels et biodiversité

#### Espaces protégés
La protection réglementaire est le mode d’intervention le plus fort pour préserver des espaces naturels remarquables et leur biodiversité associée,.
La commune fait partie du parc naturel régional du Haut-Languedoc, créé en 1973 et d'une superficie de 307 184 ha, qui s'étend sur 118 communes et deux départements. Implanté de part et d’autre de la ligne de partage des eaux entre Océan Atlantique et mer Méditerranée, ce territoire est un véritable balcon dominant les plaines viticoles du Languedoc et les étendues céréalières du Lauragais,

#### Zones naturelles d'intérêt écologique, faunistique et floristique

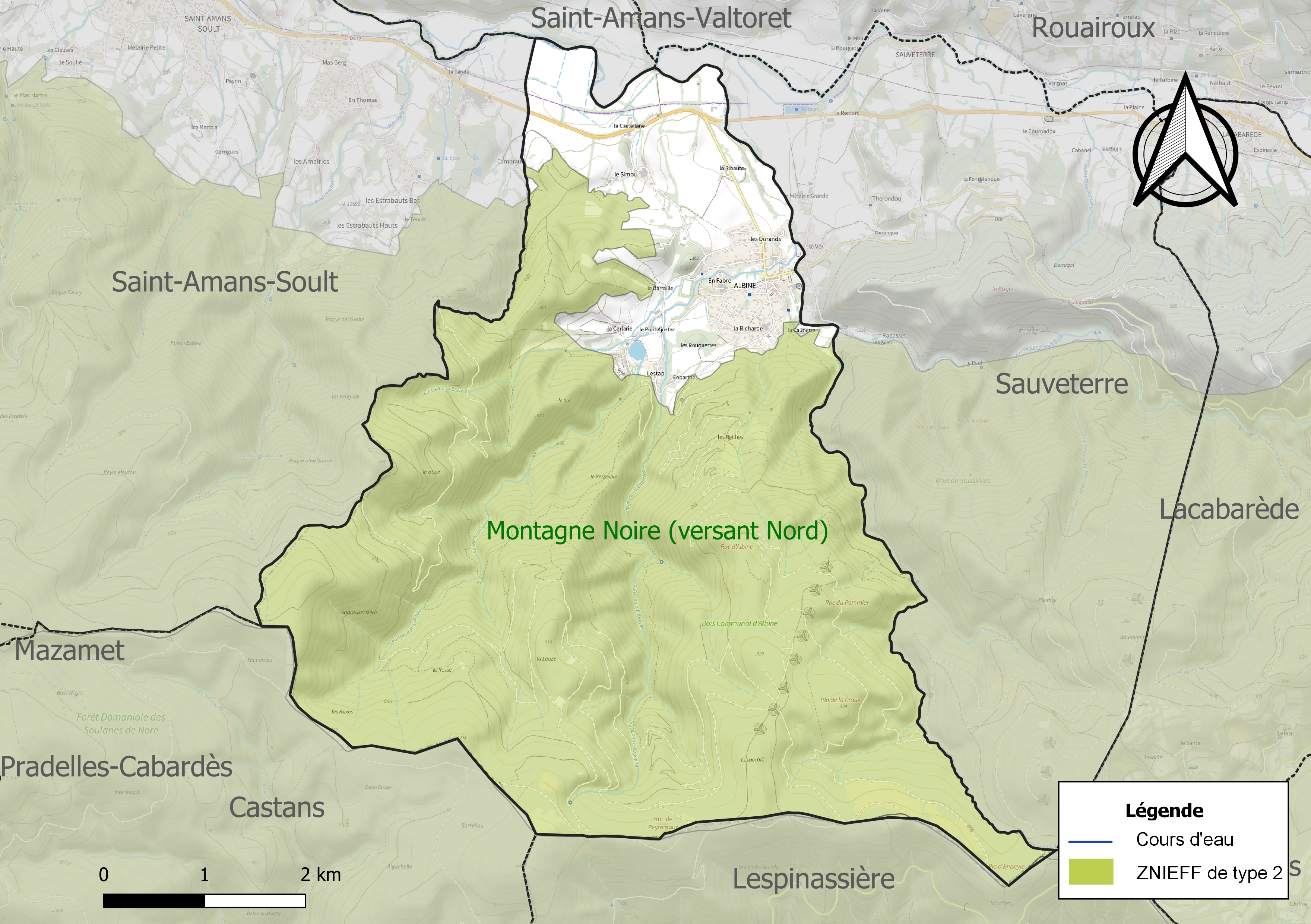
Carte de la ZNIEFF de type 2 localisée sur la commune.

L’inventaire des zones naturelles d'intérêt écologique, faunistique et floristique (ZNIEFF) a pour objectif de réaliser une couverture des zones les plus intéressantes sur le plan écologique, essentiellement dans la perspective d’améliorer la connaissance du patrimoine naturel national et de fournir aux différents décideurs un outil d’aide à la prise en compte de l’environnement dans l’aménagement du territoire.
Une ZNIEFF de type 2 est recensée sur la commune :
la « montagne Noire (versant Nord) » (31 971 ha), couvrant 37 communes dont 14 dans l'Aude, deux dans la Haute-Garonne, trois dans l'Hérault et 18 dans le Tarn.

## Urbanisme

### Typologie
Au 1er janvier 2024, Albine est catégorisée commune rurale à habitat dispersé, selon la nouvelle grille communale de densité à sept niveaux définie par l'Insee en 2022.
Elle est située hors unité urbaine. Par ailleurs la commune fait partie de l'aire d'attraction de Mazamet, dont elle est une commune de la couronne,. Cette aire, qui regroupe 4 communes, est catégorisée dans les aires de moins de 50 000 habitants,.

### Occupation des sols
L'occupation des sols de la commune, telle qu'elle ressort de la base de données européenne d’occupation biophysique des sols Corine Land Cover (CLC), est marquée par l'importance des forêts et milieux semi-naturels (81,6 % en 2018), une proportion sensiblement équivalente à celle de 1990 (82 %). La répartition détaillée en 2018 est la suivante : 
forêts (81,6 %), prairies (8,9 %), zones agricoles hétérogènes (6,6 %), zones urbanisées (3 %). L'évolution de l’occupation des sols de la commune et de ses infrastructures peut être observée sur les différentes représentations cartographiques du territoire : la carte de Cassini (XVIIIe siècle), la carte d'état-major (1820-1866) et les cartes ou photos aériennes de l'IGN pour la période actuelle (1950 à aujourd'hui).

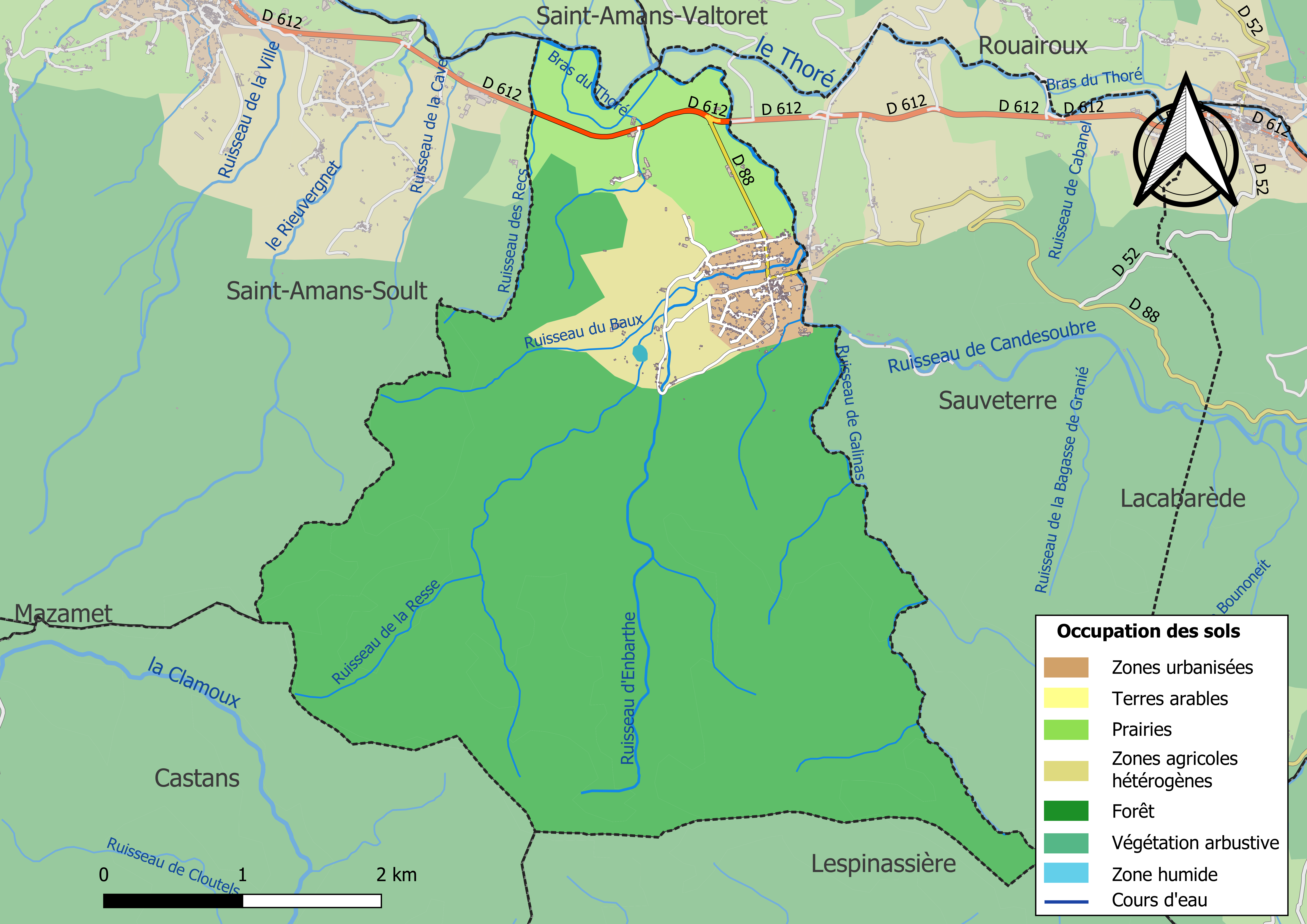
Carte des infrastructures et de l'occupation des sols de la commune en 2018 (CLC).

### Risques majeurs
Le territoire de la commune d'Albine est vulnérable à différents aléas naturels : météorologiques (tempête, orage, neige, grand froid, canicule ou sécheresse), inondations, feux de forêts, mouvements de terrains et séisme (sismicité très faible). Il est également exposé à un risque technologique,  le transport de matières dangereuses, et à un risque particulier : le risque de radon. Un site publié par le BRGM permet d'évaluer simplement et rapidement les risques d'un bien localisé soit par son adresse soit par le numéro de sa parcelle.

#### Risques naturels
Certaines parties du territoire communal sont susceptibles d’être affectées par le risque d’inondation par débordement de cours d'eau, notamment le Thoré et le ruisseau de Candesoubre. La cartographie des zones inondables en ex-Midi-Pyrénées réalisée dans le cadre du XIe Contrat de plan État-région, visant à informer les citoyens et les décideurs sur le risque d’inondation, est accessible sur le site de la DREAL Occitanie. La commune a été reconnue en état de catastrophe naturelle au titre des dommages causés par les inondations et coulées de boue survenues en 1982, 1995, 1999, 2011 et 2017,.
Albine est exposée au risque de feu de forêt du fait de la présence sur son territoire. En 2022, il n'existe pas de Plan de Prévention des Risques incendie de forêt (PPRif). Le débroussaillement aux abords des maisons constitue l’une des meilleures protections pour les particuliers contre le feu,.

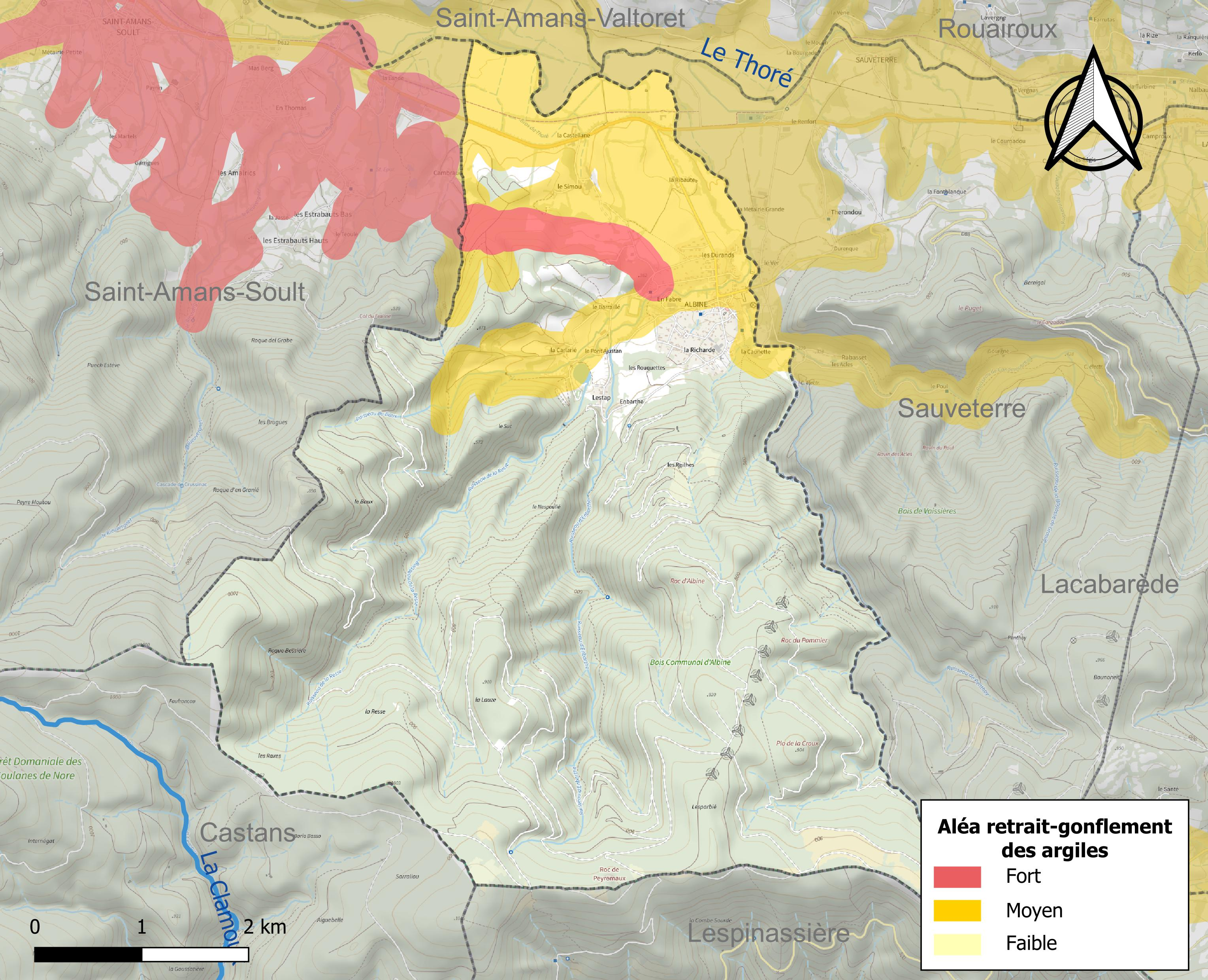
Carte des zones d'aléa retrait-gonflement des sols argileux d'Albine.

La commune est vulnérable au risque de mouvements de terrains constitué principalement du retrait-gonflement des sols argileux. Cet aléa est susceptible d'engendrer des dommages importants aux bâtiments en cas d’alternance de périodes de sécheresse et de pluie. 18,3 % de la superficie communale est en aléa moyen ou fort (76,3 % au niveau départemental et 48,5 % au niveau national). Sur les 308 bâtiments dénombrés sur la commune en 2019, 178 sont en aléa moyen ou fort, soit 58 %, à comparer aux 90 % au niveau départemental et 54 % au niveau national. Une cartographie de l'exposition du territoire national au retrait gonflement des sols argileux est disponible sur le site du BRGM,.
Par ailleurs, afin de mieux appréhender le risque d’affaissement de terrain, l'inventaire national des cavités souterraines permet de localiser celles situées sur la commune.

#### Risques technologiques
Le risque de transport de matières dangereuses sur la commune est lié à sa traversée par des infrastructures routières ou ferroviaires importantes ou la présence d'une canalisation de transport d'hydrocarbures. Un accident se produisant sur de telles infrastructures est susceptible d’avoir des effets graves sur les biens, les personnes ou l'environnement, selon la nature du matériau transporté. Des dispositions d’urbanisme peuvent être préconisées en conséquence.

#### Risque particulier
Dans plusieurs parties du territoire national, le radon, accumulé dans certains logements ou autres locaux, peut constituer une source significative d’exposition de la population aux rayonnements ionisants. Certaines communes du département sont concernées par le risque radon à un niveau plus ou moins élevé. Selon la classification de 2018, la commune d'Albine est classée en zone 3, à savoir zone à potentiel radon significatif.

## Histoire
13 FÉVRIER 1910, c’est la première réunion du Conseil Municipal qui vient d’être installé à la suite de la création de la commune d’ALBINE qui vient d’être détachée de Saint Amans Soult par une loi en date du 14 décembre 1909.
Aux environs de 5 heures le 2 août 1936 sur le territoire communal s'écrase un avion trimoteur métallique Wibault 283T transportant le courrier pour l'Amérique du Sud, parti du Bourget à 2 h 45 du matin. Le chef pilote d'Air France Gaston Génin est tué en même temps que le copilote Roger Savarit et le radio Albert Aubert. Jean Mermoz se joint aux secours pour ramener lui-même sur ses épaules le corps de Gaston Génin. La cause de cet accident fut l'erreur fatale commise par l'opérateur de radio-goniométrie au sol à Toulouse qui a transmis à l'avion sa position à l'Ouest de la ville alors qu'en fait il se trouvait à l'Est.

## Politique et administration

### Liste des maires
| Période                                  | Période  | Identité         | Étiquette | Qualité |
| ---------------------------------------- | -------- | ---------------- | --------- | ------- |
| Les données manquantes sont à compléter. |          |                  |           |         |
|                                          |          |                  |           |         |
| mars 2001                                | mai 2020 | Philippe Barthes |           |         |
| mai 2020                                 | En cours | Xavier Sénégas   |           |         |

## Population et société

### Démographie
| 1911 | 1921 | 1926 | 1931 | 1936 | 1946 | 1954 | 1962 | 1968 |
| ---- | ---- | ---- | ---- | ---- | ---- | ---- | ---- | ---- |
| 740  | 656  | 588  | 524  | 515  | 456  | 606  | 607  | 619  |

| 1975 | 1982 | 1990 | 1999 | 2004 | 2006 | 2009 | 2014 | 2019 |
| ---- | ---- | ---- | ---- | ---- | ---- | ---- | ---- | ---- |
| 586  | 593  | 566  | 547  | 542  | 528  | 550  | 508  | 518  |

| 2022 | - | - | - | - | - | - | - | - |
| ---- | - | - | - | - | - | - | - | - |
| 512  | - | - | - | - | - | - | - | - |

## Économie

### Revenus
En 2018, la commune compte 248 ménages fiscaux, regroupant 523 personnes. La médiane du revenu disponible par unité de consommation est de 19 790 € (20 400 € dans le département).

### Emploi
|                | 2008  | 2013  | 2018  |
| -------------- | ----- | ----- | ----- |
| Commune        | 8,8 % | 9,3 % | 9,4 % |
| Département    | 8,2 % | 9,9 % | 10 %  |
| France entière | 8,3 % | 10 %  | 10 %  |

En 2018, la population âgée de 15 à 64 ans s'élève à 294 personnes, parmi lesquelles on compte 73,7 % d'actifs (64,3 % ayant un emploi et 9,4 % de chômeurs) et 26,3 % d'inactifs,. En  2018, le taux de chômage communal (au sens du recensement) des 15-64 ans est inférieur à celui de la France et du département, alors qu'en 2008 la situation était inverse.
La commune fait partie de la couronne de l'aire d'attraction de Mazamet, du fait qu'au moins 15 % des actifs travaillent dans le pôle,. Elle compte 102 emplois en 2018, contre 92 en 2013 et 112 en 2008. Le nombre d'actifs ayant un emploi résidant dans la commune est de 190, soit un indicateur de concentration d'emploi de 53,5 % et un taux d'activité parmi les 15 ans ou plus de 48,5 %.
Sur ces 190 actifs de 15 ans ou plus ayant un emploi, 38 travaillent dans la commune, soit 20 % des habitants. Pour se rendre au travail, 88 % des habitants utilisent un véhicule personnel ou de fonction à quatre roues, 1 % les transports en commun, 5,7 % s'y rendent en deux-roues, à vélo ou à pied et 5,2 % n'ont pas besoin de transport (travail au domicile).

### Activités hors agriculture
35 établissements sont implantés  à Albine au 31 décembre 2019. Le tableau ci-dessous en détaille le nombre par secteur d'activité et compare les ratios avec ceux du département,.
| Secteur d'activité                                                                                        | Commune | Commune | Département |
| Secteur d'activité                                                                                        | Nombre  | %       | %           |
| --- | ------- | ------- | ----------- |
| Ensemble                                                                                                  | 35      |         |             |
| Industrie manufacturière, industries extractives et autres                                                | 8       | 22,9 %  | (13 %)      |
| Construction                                                                                              | 4       | 11,4 %  | (12,5 %)    |
| Commerce de gros et de détail, transports, hébergement et restauration                                    | 15      | 42,9 %  | (26,7 %)    |
| Activités immobilières                                                                                    | 2       | 5,7 %   | (4,2 %)     |
| Activités spécialisées, scientifiques et techniques et activités de services administratifs et de soutien | 4       | 11,4 %  | (13,8 %)    |
| Administration publique, enseignement, santé humaine et action sociale                                    | 1       | 2,9 %   | (15,5 %)    |
| Autres activités de services                                                                              | 1       | 2,9 %   | (9 %)       |

Le secteur du commerce de gros et de détail, des transports, de l'hébergement et de la restauration est prépondérant sur la commune puisqu'il représente 42,9 % du nombre total d'établissements de la commune (15 sur les 35 entreprises implantées  à Albine), contre 26,7 % au niveau départemental.

### Agriculture
|               | 1988 | 2000 | 2010 | 2020 |
| ------------- | ---- | ---- | ---- | ---- |
| Exploitations | 7    | 3    | 3    | 3    |
| SAU (ha)      | 240  | 300  | 162  | 460  |

La commune est dans la Montagne Noire, une petite région agricole située dans le sud du département du Tarn. En 2020, l'orientation technico-économique de l'agriculture  sur la commune est l'élevage bovin, orientation mixte lait et viande. Trois exploitations agricoles ayant leur siège dans la commune sont dénombrées lors du recensement agricole de 2020 (sept en 1988). La superficie agricole utilisée est de 460 ha,,.

## Culture locale et patrimoine

### Lieux et monuments
- Un Tulipier de Virginie géant âgé de 200 à 300 ans : 41 m de haut, 12,60 m à la base et  8,8 m de circonférence à 1,30 m du sol ;
- L'église Saint-Jean d'Albine datant de 1712[39] ;
- Le château de la Ribaute[40].

### Albine et les arts
Albine est citée dans le poème d’Aragon, Le Conscrit des cent villages, écrit comme acte de résistance intellectuelle de manière clandestine au printemps 1943, pendant la Seconde Guerre mondiale.

## Héraldique
| Blason de Albine | Blason  | D'azur à trois trangles ondées d'argent, à l'aigle essorante soutenue d'un coupeau mouvant de la pointe et surmontée d'une coquille Saint-Jacques, le tout d'or et brochant sur les trangles ; à l'orle cordé d'argent brochant sur le tout. Devise« endura fa mal que força » (on triomphe plus facilement par la patience que par la force). |
| Blason de Albine | Détails | Le statut officiel du blason reste à déterminer. |